# Cymbidium dayanum
Cymbidium dayanum Rchb.f., 1869 è una pianta della famiglia delle Orchidacee originaria dell'Asia Orientale.

## Descrizione
C. dayanum è un'orchidea di medie dimensioni, con crescita prevalentemente epifita, ma anche terricola (geofita). Presenta pseudobulbi  molto compressi tra loro, di forma ellissoide, avvolti alla base da guaine ruvide, che portano da 5 a 12 foglie sessili, distiche, leggermente coriacee, di forma lanceolata, acuminate all'apice, di colore verde chiaro.
La fioritura avviene normalmente dall'estate all'autunno, mediante un'infiorescenza basale, racemosa, lunga mediamente 25 centimetri, eretta e poi ricadente, portante da 5 a 15 fiori. Questi sono grandi da 4 a 5 centimetri, non profumati e presentano sepali di dimensioni maggiori dei petali, entrambi biancastri con una vena rosso scuro centrale, e labello trilobato a lobi rialzati, di colore rosso scuro variegato di bianco.

## Distribuzione e habitat
C. dayanum cresce in Asia, e più precisamente in Himalaya orientale, negli stati indiani di Assam e Sikkim, in Thailandia, Cambogia, Cina, Vietnam, Borneo, Malaysia, Filippine, Sulawesi, Sumatra, Taiwan e Giappone, in foreste sempreverdi a quote comprese tra 200 e 1800 metri sul livello del mare.

## Sinonimi
Cymbidium eburneum var. dayanum (Rchb.f.) Hook.f., 1891

Cymbidium eburneum var. dayi S.Jenn., 1875

Cymbidium leachianum Rchb.f., 1878

Cymbidium pulcherrimum Sander, 1891

Cymbidium simonsianum King & Pantl., 1895

Cymbidium acutum Ridl., 1896

Cymbidium alborubens Makino, 1902

Cymbidium simonsianum f. vernale Makino in Y.Iinuma, 1912

Cymbidium angustifolium Ames & C.Schweinf., 1920

Cymbidium sutepense Rolfe ex Downie, 1925

Cymbidium poilanei Gagnep., 1931

Cymbidium dayanum var. austrojaponicum Tuyama, 1941

Cymbidium eburneum var. austrojaponicum (Tuyama) M.Hiroe, 1971

Cymbidium dayanum subsp. leachianum (Rchb.f.) S.S.Ying, 1989

## Coltivazione
Questa specie è meglio coltivata in vasi contenenti corteccia e inerti, con luce diretta in inverno e più filtrata in estate, con temperature miti, durante la fioritura è consigliabile aumentare la temperatura e fornire acqua.